# خانم پیلگریم تکان‌دهنده
خانم پیلگریم تکان‌دهنده (به انگلیسی: The Shocking Miss Pilgrim) یک فیلم کمدی موزیکال آمریکایی در قالب تکنی‌کالر به نویسندگی و کارگردانی جورج سیتون با بازی بتی گریبل و دیک هایمز است که در سال ۱۹۴۷ منتشر شد.
فیلمنامه آن که بر اساس داستانی از ارنست ماس و فردریکا ماس ساخته شده‌است، بر روی یک تایپیست جوان تمرکز دارد که در سال ۱۸۷۴ در جنبش حق رأی زنان شرکت می‌کند. آهنگ‌ها توسط جورج و ایرا گرشوین ساخته شده‌اند. مریلین مونرو نخستین نقش فیلم بلند خود را به عنوان یک اپراتور تلفن انجام داد که البته نام او در تیتراژ ظاهر نشد.

## طرح داستان
در اواخر دهه ۱۸۰۰، یک تایپیست جوان به نام خانم پیلگریم، به عنوان نخستین کارمند زن در یک دفتر حمل و نقل در بوستون انتخاب می‌شود. با اینکه مردان در ابتدا به وجود او در دفتر اعتراض می‌کنند، اما او به زودی تمام آنها را، به خصوص رئیس جوان و خوش تیپ شرکت را به خود جذب می‌کند. با این وجود زمانی که او درگیر جنبش حق رأی زنان می‌شود، روابط عاشقانهٔ آنها به حاشیه می‌رود.

## بازیگران
- بتی گریبل در نقش سینتیا پیلگریم
- دیک هایمز در نقش جان پریچارد
- ان رویر در نقش آلیس پریچارد
- جین لاکهارت در نقش آقای ساکسون
- الیزابت پترسون در نقش کاترین دنیسون
- الین جوسلین در نقش لیندر وولسی
- آرتور شیلدز در نقش مایکل مایکل
- چارلز کمپر در نقش هربرت جوتان
- الیزابت ریسدون در نقش خانم پریچارد (مادر جان)
- مریلین مونرو در نقش صدای اپراتور تلفن (ذکرنشده در تیتراژ)[نیازمند منبع]

## تولید
در سال ۱۹۴۱، تیم زن و شوهر فیلمنامه‌نویس، ارنست ماس و فردریکا ساگور برای پیشرفت خانم پیلگریم همکاری کردند، داستانی دربارهٔ یک زن جوان که با نمایش ماشین تحریر تازه اختراع‌شده در ویترین یک مؤسسه وال استریت وارد دنیای تجارت می‌شود؛ هنگامی که او سعی می‌کند جلوی پیشرفت‌های ناخواسته یکی از کارمندان شرکت را بگیرد، کارفرمایش به کمک او می‌آید اما زمانی که در درگیری‌های بعدی از راه پله سقوط می‌کند کشته می‌شود [...] هنگامی که مفهوم زنان شاغل در ادارات مورد انتقاد قرار می‌گیرد، ابیگیل پیلگریم کانون یک محاکمهٔ قتل می‌شود که پوشش گسترده‌ای توسط رسانه‌ها و توجه سوزان بی آنتونی به خود جلب می‌کند.
پل کوهنر به عنوان نمایندهٔ آنها، داستان را به چندین استودیو معرفی کرد. آرکی‌او پیکچرز و مترو گلدوین مایر ابراز علاقه کردند، اما هر دو موفق شدند؛ سرانجام فاکس قرن بیستم حقوق نمایش را خریداری کرد و در ابتدا جین کرین را برای نقش اصلی برنامه‌ریزی کرد، اما پروژه متوقف شد. در نهایت، داریل اف. زانوک، سرپرست اجرایی استودیو، در جستجوی موادی برای بتی گریبل، تصمیم گرفت آن را با استعدادهای او تطبیق دهد و کرین را رها کرد. پس از چندین بار بازنویسی، زانوک وظیفهٔ تبدیل فیلمنامه را به شکل تصویربرداری به جورج سیتون، که کارگردانی را نیز برعهده گرفت، محول کرد. ایرا گرشوین با همکاری کی سوئیفت، آهنگ‌هایی را که او و برادرش جورج نوشته بودند اما هرگز استفاده نکرده بودند، مرتب کرد و یازده آهنگ را برای موسیقی متن اصلی فیلم انتخاب کرد. فردریکا ساگور از این آهنگ‌ها ناراضی بود و بعداً اظهار داشت: «حتی اگر آنها تا ته بشکه را می‌تراشیدند نمی‌توانستند چیزی به این بی‌آهنگی به ارمغان بیاورند.» او که از رفتاری که با او و داستان اصلی شوهرش انجام شد ناراضی بود، نتیجه نهایی را «یک اثر مزخرف و احمقانهٔ دیگر از زانوک، مبنی بر پسر-با-دختر ملاقات می‌کند» نامید.
علیرغم محبوبیت بتی گریبل به عنوان یک ستارهٔ برتر و پولساز فیلم در آن زمان، خانم پیلگریم تکان‌دهنده عملکرد ناامیدکننده‌ای در گیشه داشت.

## بازخورد
بازلی کرادر از نیویورک تایمز در تعدادی از آهنگ‌ها احساس می‌کرد که «شوق خاصی به‌طور لحظه‌ای به دست می‌آید»، اما او فکر می‌کرد که «بخش عمده‌ای از موسیقی مانند خمیر دندان چسبناکی است که از لوله خارج می‌شود». او در نهایت افزود: «خانم گریبل و آقای هایمز اگر معیار بازی‌هایشان ملاک باشد نه به آنها فیلمنامه داده شده‌است و نه شایسته آن هستند [...] و چند بازیگر کوچک دیگر در نقش‌های احمقانه رفتار مضحکی دارند. مقدار ولتاژ خانم پیلگریم تکان‌دهنده به همان اندازهٔ یک پیل خشک است که بد استفاده شده‌است».